# Nairobi Stock Exchange
The Nairobi Stock Exchange (NSE) är Kenyas aktiebörs. Börsen grundades 1954, som en filial till London Stock Exchange, då Kenya fortfarande tillhörde Brittiska Östafrika. NSE är medlem i African Stock Exchanges Association.
Nairobi Stock Exchange är Afrikas fjärde största börs när det gäller handelsvolym. Börsen samarbetar med Uganda Securities Exchange och Dar es Salaam Stock Exchange.